# Melpomene (planetka)
(18) Melpomene je velká jasná planetka hlavního pásu. Je složena z křemičitanů a kovů. Objevil ji 24. června 1852 John Russell Hind. Planetka je pojmenována v řecké mytologii po múze tragédie Melpomené.